# Discografia de Melim
A discografia de Melim, uma banda musical brasileira consiste em 6 álbum de estúdio, 2 álbuns ao vivo e três extended play (EPs) lançados desde o início da carreira. Em 2017, após a banda assinar com a gravadora Universal Music, em dezembro lançaram um EP homônimo. Em junho de 2018, o trio lançou seu álbum de estreia auto-intitulado, que teve como singles de sucesso "Meu Abrigo" e "Ouvi Dizer". Em março de 2019, foi lançado o primeiro DVD da banda homônimo. Em maio de 2020 a banda lançou a primeira parte do segundo álbum de estúdio, intitulado Eu Feat. Você, o disco conta com oito faixas, contando com o single "Gelo".

## Álbuns

### Álbuns de estúdio
| Álbum                | Detalhes                                                                                 | Melhor posição |
| Álbum                | Detalhes                                                                                 | POR            |
| -------------------- | ---------------------------------------------------------------------------------------- | -------------- |
| Melim                | - Lançamento: 8 de junho de 2018 - Formatos: CD, download digital - Gravadora: Universal | 29             |
| Deixa Vir do Coração | - Lançamento: 11 de junho de 2021 - Formatos: Download digital - Gravadora: Universal    | —              |
| Quintal              | - Lançamento: 16 de novembro de 2022 - Formatos: Download digital - Gravadora: Universal | —              |

### Extended plays(EPs)
| Título          | Detalhes                                                                                |
| --------------- | --------------------------------------------------------------------------------------- |
| Melim           | - Lançamento: 8 de dezembro de 2017 - Formatos: Download digital - Gravadora: Universal |
| Eu Feat. Você   | - Lançamento: 15 de maio de 2020 - Formatos: Download digital - Gravadora: Universal    |
| Amores e Flores | - Lançamento: 22 de janeiro de 2021 - Formatos: Download digital - Gravadora: Universal |

### Álbuns ao vivo

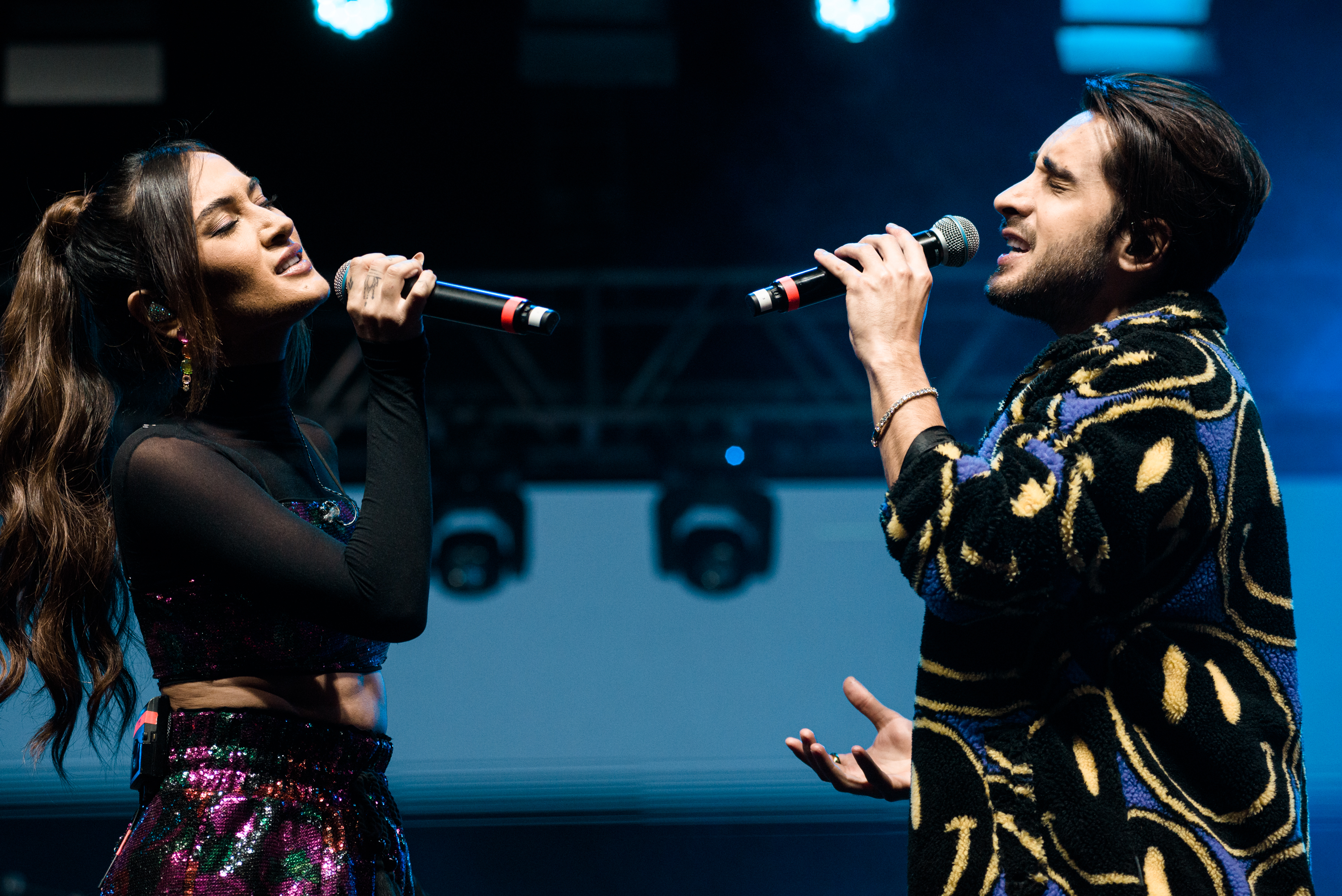
Ao vivo na Virada Cultural em Campinas (2022)

| Título          | Detalhes                                                                                  |
| --------------- | ----------------------------------------------------------------------------------------- |
| Melim - Ao Vivo | - Lançamento: 14 de março de 2019 - Formatos: CD, download digital - Gravadora: Universal |
| Melim Em Casa   | - Lançamento: 7 de maio de 2020 - Formatos: Download digital - Gravadora: Universal       |

## Singles

### Como artista principal
| Canção                                                                         | Ano  | Melhores posições | Melhores posições | Certificações               | Álbum                |
| Canção                                                                         | Ano  | BRA               | POR               | Certificações               | Álbum                |
| ------------------------------------------------------------------------------ | ---- | ----------------- | ----------------- | --------------------------- | -------------------- |
| "Avião de Papel"                                                               | 2016 | —                 | —                 |                             | Melim EP             |
| "Peça Felicidade"                                                              | 2016 | —                 | —                 | - : 2× Platina              | Melim EP             |
| "Meu Abrigo"                                                                   | 2017 | 56                | 27                | - : 3× Diamante - : Platina | Melim                |
| "Ouvi Dizer"                                                                   | 2018 | 38                | 40                | - : 2× Diamante - : Platina | Melim                |
| "Dois Corações"                                                                | 2019 | 81                | —                 | - : Diamante                | Melim                |
| "Gelo"                                                                         | 2019 | 49                | —                 | - : Diamante                | Eu Feat. Você        |
| "Eu Feat. Você"                                                                | 2020 | 32                | —                 | - : Ouro                    | Eu Feat. Você        |
| "Cabelo de Anjo" (part. Lulu Santos)                                           | 2020 | —                 | —                 | - : Ouro                    | Eu Feat. Você        |
| "Amores e Flores"                                                              | 2020 | 56                | —                 |                             | Amores e Flores      |
| "Possessiva"                                                                   | 2021 | 53                | —                 |                             | Amores e Flores      |
| "Ímpar"                                                                        | 2021 | —                 | —                 |                             | Amores e Flores      |
| "Outono" (part. Djavan)                                                        | 2021 | —                 | —                 |                             | Deixa Vir do Coração |
| "Quem Me Viu"                                                                  | 2021 | —                 | —                 |                             | Eu Feat. Você        |
| "Quintal"                                                                      | 2022 | 71                | —                 |                             | Quintal              |
| "Mapa" (part. Vitor Kley)                                                      | 2022 | —                 | —                 |                             | Quintal              |
| "—" denota canções que não entraram nas paradas ou não foram lançados no país. |      |                   |                   |                             |                      |

### Como artista convidado
| Canção                                                                         | Ano  | Melhores posições | Certificações | Álbum                         |
| Canção                                                                         | Ano  | POR               | Certificações | Álbum                         |
| ------------------------------------------------------------------------------ | ---- | ----------------- | ------------- | ----------------------------- |
| "Um Sinal" (Ivete Sangalo part. Melim)                                         | 2018 | —                 | - : Platina   | Não adicionado a nenhum álbum |
| "Eu Pra Você" (Sandy part. Melim)                                              | 2018 | —                 |               | Nós, Voz, Eles                |
| "Ficou Só o Cheiro" (Rael part. Melim)                                         | 2019 | —                 |               | Não adicionado a nenhum álbum |
| "Meu Mel" (Anitta part. Melim)                                                 | 2019 | —                 |               | Não adicionado a nenhum álbum |
| "Se Eu" (Fernando Daniel part. Melim)                                          | 2019 | 29                | - : Platina   | Não adicionado a nenhum álbum |
| "Onde Você Mora?" (Nando Reis part. Melim)                                     | 2019 | —                 |               | Não adicionado a nenhum álbum |
| "Astronauta" (Suricato part. Melim)                                            | 2020 | —                 |               | Não adicionado a nenhum álbum |
| "Somos" (Alok part. Melim)                                                     | 2021 | —                 |               | Não adicionado a nenhum álbum |
| "—" denota canções que não entraram nas paradas ou não foram lançados no país. |      |                   |               |                               |

### Singlespromocionais
| Canção          | Ano  | Álbum                         |
| --------------- | ---- | ----------------------------- |
| "Zero a Dez"    | 2016 | Não adicionado a nenhum álbum |
| "Dia Cinza"     | 2019 | Não adicionado a nenhum álbum |
| "Quem Me Viu"   | 2020 | Eu Feat. Você                 |
| "Menina de Rua" | 2020 | Eu Feat. Você                 |

## Outras canções certificadas
| Ano  | Single                           | Certificação   | Álbum         |
| ---- | -------------------------------- | -------------- | ------------- |
| 2018 | "Viva O Amor"                    | - : Ouro       | Melim         |
| 2018 | "Era Pra Ser Outra Canção Feliz" | - : Platina    | Melim         |
| 2018 | "Mergulho no Mar"                | - : Platina    | Melim         |
| 2018 | "Não Demora"                     | - : Platina    | Melim         |
| 2018 | "Transmissão De Pensamento"      | - : Platina    | Melim         |
| 2018 | " Hipnotizou"                    | - : 2× Platina | Melim         |
| 2019 | "Confusão"                       | - : Ouro       | Melim Ao Vivo |

## Composições para outros artistas
| Canção           | Ano  | Gravação                     | Álbum                         | Ref.   |
| ---------------- | ---- | ---------------------------- | ----------------------------- | ------ |
| "Outras Flores"  | 2016 | Psirico e Jorge & Mateus     | 15 Anos - Nada Nos Separa     | [ 25 ] |
| "Zero a Dez"     | 2016 | Ivete Sangalo e Luan Santana | Acústico em Trancoso          | [ 25 ] |
| "Ela Não é Você" | 2017 | Sorriso Maroto               | De Volta Pro Amanhã - Ao Vivo | [ 25 ] |
| "Me Belisca"     | 2019 | Dilsinho                     | Terra do Nunca                | [ 25 ] |
| "Ioiô"           | 2019 | Dilsinho e Ivete Sangalo     | Terra do Nunca                | [ 25 ] |
| "Pouco a Pouco"  | 2019 | Dilsinho e Sorriso Maroto    | Terra do Nunca                | [ 25 ] |